# Suliszów (Opole)
Pour les articles homonymes, voir Suliszów.
Suliszów est une localité polonaise de la voïvodie d'Opole et du powiat de Nysa.